# Schweizerische Lokomotiv- und Maschinenfabrik

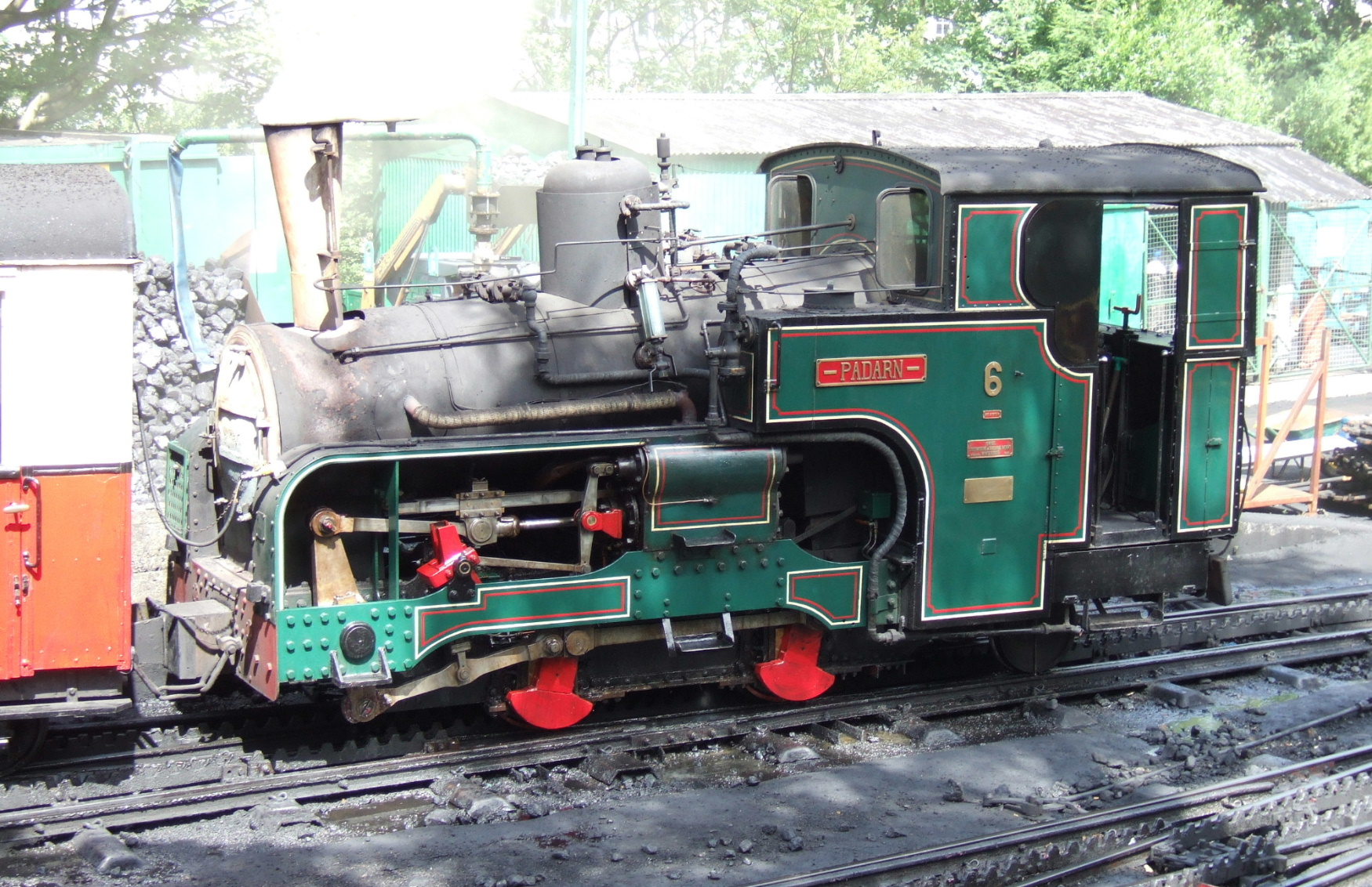
Kuggstångsjärnvägsloket SLM 0-4-2T 2838, 1922

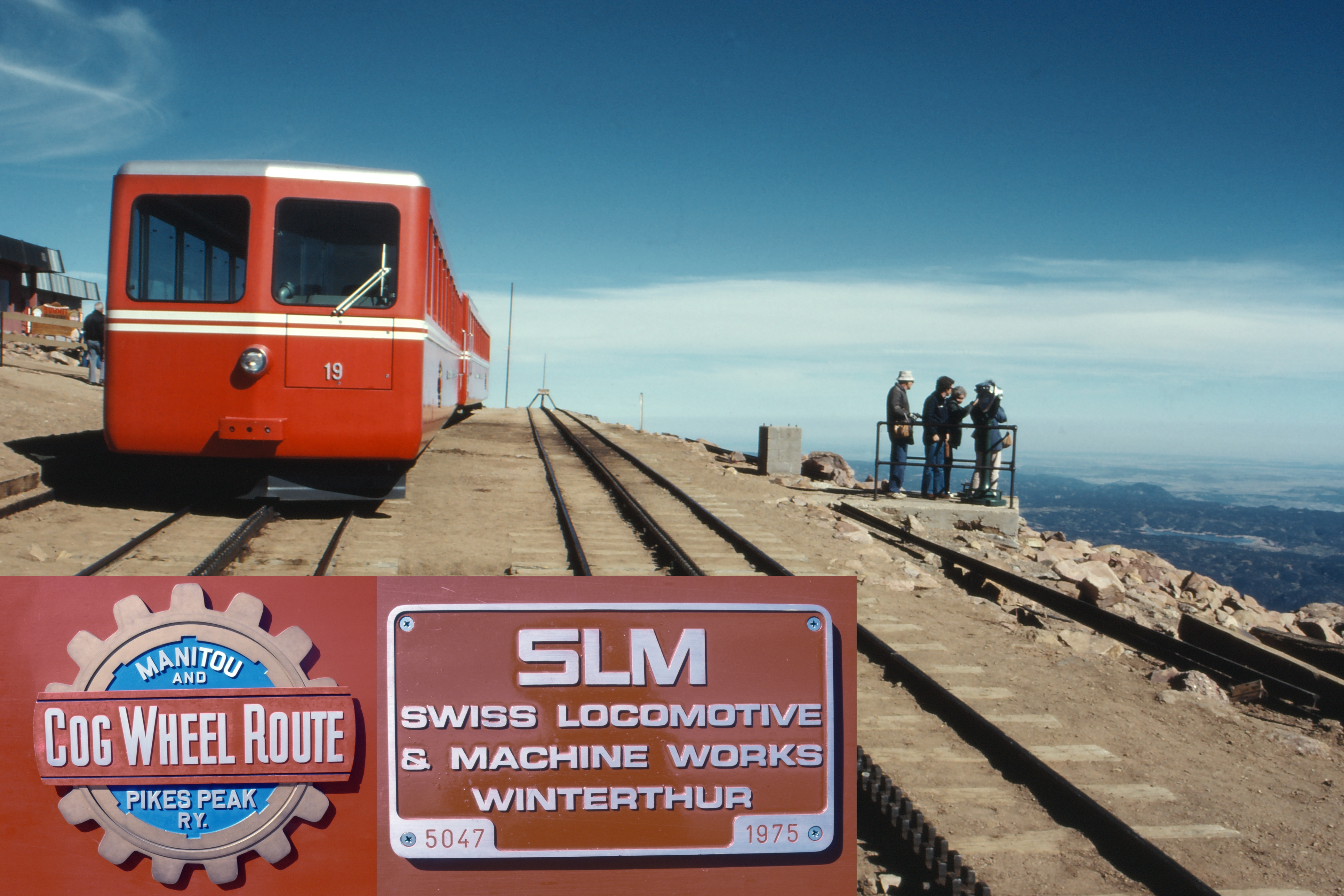
Manitou and Pike's Peak Railway, Colorado, USA

Schweizerische Lokomotiv- und Maschinenfabrik, SLM, var en schweizisk firma inom tung verkstadsindustri med säte i Winterthur. Företaget grundades 1871 av Charles Brown. 1890 hade SLM blivit den största loktillverkaren i Schweiz. De största framgångarna har företaget nått inom tillverkning av lok till kuggstångsbanor. Men även ellok har tillverkats, ofta i samarbete med BBC, nuvarande ABB.
Verksamheten övertogs 2005 av Stadler Rail.